# Saline di Tarquinia
Saline di Tarquinia este o arie protejată (arie specială de conservare — SAC, sit de importanță comunitară — SCI, arie de protecție specială avifaunistică — SPA) din Italia întinsă pe o suprafață de 150 ha, integral pe uscat.

## Localizare
Centrul sitului Saline di Tarquinia este situat la coordonatele 42°12′01″N 11°43′03″E / 42.200278°N 11.7175°E.

## Înființare
Situl Saline di Tarquinia a fost declarat arie de protecție specială avifaunistică în octombrie 1988 pentru a proteja 26 de specii de animale. Alte tipuri de protecție:
- sit de importanță comunitară (în iunie 1995)
- arie specială de conservare (în august 2017)[1][3][4]

## Biodiversitate
Situată în ecoregiunea mediteraneană, aria protejată conține 9 habitate naturale: Dune de pe litoral fixate cu Crucianellion maritimae, Dune mobile de-a lungul țărmului cu Ammophila arenaria („dune albe”), Tufărișuri halofile mediteraneene și termo-atlantice (Sarcocornetea fruticosi), Salicornia și alte specii anuale care populează regiunile mlăștinoase și nisipoase, Dune mobile cu vegetație embrionară, Pășuni mediteraneene udate de apa mării (Juncetalia maritimi), Lagune de coastă, Vegetație anuală la limita mareei, Dune cu vegetație ierboasă Brachypodietalia cu specii anuale.
La baza desemnării sitului se află mai multe specii protejate:
- păsări (24): pescăruș albastru (Alcedo atthis), egretă mare (Ardea alba), stârc galben (Ardeola ralloides), rață roșie (Aythya nyroca), ciocârlie-cu-degete-scurte (Calandrella brachydactyla), prundăraș de sărătură (Charadrius alexandrinus), chirighiță neagră (Chlidonias niger), erete de stuf (Circus aeruginosus), erete vânăt (Circus cyaneus), egretă mică (Egretta garzetta), piciorong (Himantopus himantopus), pescăriță mare (Hydroprogne caspia), Larus audouinii, Larus genei, pescăruș-cu-cap-negru (Larus melanocephalus), stârc de noapte (Nycticorax nycticorax), Phalacrocorax carbo sinensis, Phoenicopterus ruber, lopătar (Platalea leucorodia), țigănuș (Plegadis falcinellus), ploier auriu (Pluvialis apricaria), ciocântors (Recurvirostra avosetta), chiră mică (Sternula albifrons), chiră de mare (Thalasseus sandvicensis)
- pești (1): Aphanius fasciatus
- reptile (1): țestoasă bănățeană (Testudo hermanni)

Pe lângă speciile protejate, pe teritoriul sitului au mai fost identificate 6 specii de plante.